# Зуков-Лефітцов
Зуков-Лефітцов (нім. Sukow-Levitzow) — громада в Німеччині, розташована в землі Мекленбург-Передня Померанія. Входить до складу району Росток. Складова частина об'єднання громад Мекленбургіше-Швайц.
Площа — 20,23 км2. Населення становить 497 ос. (станом на 31 грудня 2020).